# Enma-o
Enma (au japonais Enma (閻魔), Enma-ō (閻魔王) ou Enma-daiō (閻魔大王) est le dieu japonais et le roi d'enfer dans la mythologie japonaise, Sa statue siège dans un temple situé à proximité de Kamakura au Japon. Elle aurait été sculptée par le célèbre artiste Unkei.

## La légende
Lorsqu'Unkei mourut, il fut cité à comparaître devant le tribunal d'Enma-o qui lui dit : « Vous avez réalisé de nombreux portraits de ma personne tout au long de votre vie sur la Terre ; mais aucun ne me ressemble. Maintenant que vous m'avez vu de vos propres yeux, retournez-y et faites de moi un bon portrait. »
La légende dit que Unkei revint sur Terre et réalisa la fameuse statue qui orne le temple près de Kamakura.

## Culture populaire
Le personnage d'Enma est présent dans de nombreuses œuvres, dont :
- le manga/animé Naruto de Masashi Kishimoto, où il est un singe faisant office d'invocation à Hiruzen Sarutobi. Toutefois, ses attributs ne sont pas sans rappeler le roi des singes ;
- le manga Togari, l'épée de justice ;
- le manga/animé Dragon Ball d'Akira Toriyama, où il est grand, rouge et a deux cornes sur le front ;
- le manga/animé Yū Yū Hakusho de Yoshihiro Togashi, où il a un fils "Enma Jr" qui joue un rôle récurrent important ;
- la licence Yo-kai Watch (animé, manga, jeux vidéo, films...), en tant que Enma l'Ancien, celui-ci étant mort, il aura donc un successeur, plus beau.
- le manga/animé Hoozuki no Reitetsu, un épisode y est consacré à la légende d’Unkei.
- Une mention à Enma est également faite dans le manga/animé One Piece d'Eiichirō Oda, où il renvoie à un katana détenu successivement par Oden Kozuki, puis Roronoa Zoro, capable de pourfendre jusqu'aux enfers.
- le manga Houseki no Kuni de Haruko Ichikawa Enma est le vrai nom Aechmea(Prince des Séléniens)
- le jeu vidéo Yakuza 0, où le personnage de Daisaku Kuze possède un tatouage d'Enma.
- le jeu vidéo Like a Dragon: Ishin! contient un bar à chansons dans lequel il est possible d'écouter Asura Komachi, faisant référence au roi Enma.